# シピオーネ・アフリカーノ (軽巡洋艦)
シピオーネ・アフリカーノ（Scipione Africano）は、第二次世界大戦中にイタリア海軍が運用したカピターニ・ロマーニ級軽巡洋艦。1943年の春に就役後、1947年のパリ条約によって戦争賠償としてフランスに割り当てられるまで、戦後もイタリア海軍に就役した。シピオーネ・アフリカーノは、1948年8月にイタリア海軍から退役し、その後、軽巡洋艦ギシャン（Guichen）としてフランス海軍で就役した。
艦名は共和政ローマの将軍で後に執政官となったスキピオ・アフリカヌスに、フランスでの艦名は、ド・ギシャン伯爵に由来する。

## 艦歴

### イタリア海軍時代
1938年の海軍計画に基づいて発注されたシピオーネ・アフリカーノは、1939年9月28日にリボルノのオデーロ・テルニ・オルランド（O.T.O.）造船所に配置された、同クラスの10番艦だった。フランスとイギリスによってイタリアに課せられた制裁により高強度鋼が不足したため、作業はゆっくりと進み、1941年1月12日に進水、1943年4月23日にシピオーネ・アフリカーノとして完成して就役した。
シピオーネ・アフリカーノは就役時に艦隊駆逐艦グループに配属され、1943年5月の大規模な演習に参加した。7月には連合軍がシチリアに侵攻したため、メッシーナ海峡が閉鎖されるのは時間の問題だった。イタリア海軍は巡洋艦を派遣してターラントの部隊を強化することを決定した。そして、この作戦はスキュラ作戦と呼ばれた。
1943年7月17日の夜、シピオーネ・アフリカーノは、メッシーナ海峡・プンタポッソ沖において5マイル(8.0km)先を高速で移動する4隻の英海軍のエルコ魚雷艇をイタリアが開発したEC.3 Gufoレーダーにより発見し、攻撃した。レッジョ・ディ・カラブリアとペッラーロ（英語）の間で戦闘は三分間続き、MTB316を沈めMTB313を大破させた。 その後イタリア沿岸に配備されたドイツとイタリアの砲台に誤射で発砲され、軽微な被害と2人の負傷者を出した。シピオーネ・アフリカーノはラ・スペツィア沖からターラントに移動し、午前9時46分に到着した。
イオニア海での戦闘の後、シピオーネ・アフリカーノは軽巡洋艦ポンペオ・マーノと軽巡洋艦ルイージ・カドルナと共にターラントの軽巡洋艦グループ（Gruppo Incrociatori Leggeri）に割り当てられた。
シチリア島からの撤退に対する連合軍の介入を阻止する作戦の一環として、スキピオは8月4日から17日まで、ルイージ・カドルナと共にターラント湾とスクイッラーチェ湾に4つの地雷原を敷設した。
1943年9月8日、カッシビレ休戦協定が発表され、連合国に対するイタリアの降伏を告げた。9月9日の朝、シピオーネ・アフリカーノはアドリア海を北上し、ペスカーラに向かい、政府首脳を避難させるよう命じられた。途中で、シピオーネは前の晩にタラントから脱出したドイツのSボート(S-54とS-61)に遭遇したが、二隻は煙幕を展開し、シピオーネが砲撃する前に脱出した。シピオーネは真夜中にペスカーラに到着したが、政府首脳はすでにコルベット艦バイオネッタに乗って脱出していたことが判明した。シピオーネ・アフリカノは反転し、翌日0700にヴィットーリオ・エマヌエーレ3世とその家族が乗ったコルベットに追いつき、ブリンディジまで護衛し、途中でドイツ空軍の空襲を追い払った。
1943年9月29日、シピオーネ・アフリカーノはピエトロ・バドリオ元帥を乗せてからブリンディジをマルタに向けて出発し。同日にバレッタに到着したバドリオは、英国の戦艦ネルソンの艦上でイタリアの降伏を確認し、共同参戦国として連合国に参加する休戦協定に正式署名した。 
その後シピオーネ・アフリカーノは、イタリア海軍艦艇として残りの戦争期間を過ごし、連合軍の艦艇と共に戦い、さらに146の任務をこなし計56,637 nmの距離を航行した。戦後、シピオーネ・アフリカーノは戦後処理に備えてラ・スペツィアに移され、1946年にイタリア海軍を退役する。シピオーネ・アフリカーノは、1947年のパリ平和条約によって同型艦のアッティリオ・レゴロと共にフランスに割り当てられ、1948年8月8日にイタリア海軍から正式に除籍。'S.7'と改名され、トゥーロンに向けて航海し、8月15日に正式にフランスに移籍。

### フランス海軍時代
S.7は軽巡洋艦グッシェンとしてフランス海軍に就役し、9月7日に第2軽巡洋艦部隊に配属された。1949年に金塊をフランスに輸送する作戦に参加し、1951年3月に1951年3月に護衛駆逐艦（一等護衛駆逐艦）として再分類された。1951年7月14日、グッシェンはラ・セーヌの造船所（英語）で大規模な改修工事を開始し、新しい武器と探知装置を装備した。1953年に完成し、1955年に以下の特徴を持つ「艦隊護衛艦」として任務に復帰した。
- 排水量(満載):5,500トン
- 全長:141.8メートル
- 全幅:14.4メートル
- 喫水:4.1メートル
- 機械 - 変更なし
- 武装：
- 3x2 - 10.5 cm/65 SK C/37砲(旧ドイツ製)
- 5x2 –ボフォース 57 mm/60 Me 1951 機関砲
- 4x3 - 550 mm Mle KT 50魚雷管
- センサー：
- 索敵レーダー:DRBV 20A、DRBV 11
- 航法レーダー:DRBN 31
- 火器管制レーダー:1x DRBC 11(10.5 cm)、2x DRBC 30(57mm)
- ソナー: ダブバ 1A/B
- 乗組員: 353名

改修により、復原性が低下し、最高速度が39ノットに低下、18ノットでの航続距離が3,600nmに低下した。しかし、センサーは以前より充実し、対空能力と対潜能力は上がった。再試運転時に、グッシェンはNATO船体番号D 607を取得し、ビデルテの第2艦艇に配属された。1957年、グッシェンは、新型レーダー及び指揮施設と引き換えに後方の10.5cmマウント砲と魚雷発射管の1つを取り除き、その後大西洋小艦隊の旗艦とするために指揮艦に改装された。グッシェンは1961年4月16日に同型艦のシャトールノーと旗艦任務を入れ替わり、その後予備役に置かれた。1963年6月に武装解除され、ランベオック・プルミック海軍学校の船として使用された。1976年6月1日にシリアル番号Q 554を登録したうえで除籍し、最終的に1982年1月に解体のために売却された。